# Söhne der barmherzigen Liebe
Die Söhne der barmherzigen Liebe (lateinisch Congregatio Filiorum Amoris Misericordis) ist ein Institut päpstlichen Rechts. Das Kürzel des Männerorden ist FAM.

## Geschichte
Die spanische Nonne Speranza di Gesù Alhama Valera (1893–1983) gründete am 15. August 1951 in Rom die Kongregation. Damals legten die ersten drei Aspiranten die Ordensgelübde ab. Bereits 1930 hatte sie die Kongregation der Dienerinnen der Barmherzigen Liebe in Madrid gegründet. Am 18. August 1951 erlaubte Alfonso Maria de Sanctis, Bischof von Todi, der Gemeinschaft sich in Collevalenza in seinem Bistum niederzulassen. Weitere Niederlassungen wurden in Matrice, Fermo und 1963 in Lujua, Bistum Bilbao, gegründet. Am 28. Juli 1968 errichtete Norberto Perini, Erzbischof von Fermo, die Gemeinschaft als Institut diözesanen Rechts.
Am 12. Juni 1983 errichtete Papst Johannes Paul II. die Kongregation als klerikale Ordenkongregation Päpstlichen Rechts für Männer.

## Verbreitung
Die Priester der Kongregation widmen sich der Unterstützung und Heiligung des Diözesanklerus sowie der karitativen und sozialen Arbeit. Sie sind in Brasilien, Italien, Spanien und Deutschland präsent. Die Ordenszentrale befindet sich im Heiligtum der Barmherzigen Liebe in Collevalenza, Provinz Perugia.
Am 31. Dezember 2018 hatte die Kongregation 19 Häuser und 114 Mitglieder (92 Priester).

### Bischöfe
- Domenico Cancian (* 1947), Bischof von Città di Castello
- Armando Martín Gutiérrez (* 1954), Bischof von Bacabal